# ウェーブソール
ウェーブソール (wavesole) は、靴のソール（靴底）の形状の一種であり、厚い波形の形状のソールの総称である。
当時自由が丘ヒルズアヴェニューは、この波形ソールのことをゴジラ底、キャタピラソールと呼んでいた。
このソールが日本で「ウェーブソール」という名前になったのは、2007年の5月にテレビ通販のジュピターショップチャンネルで、自由が丘ヒルズアヴェニューの商品が販売されるにあたり、バイヤーがゴジラやキャタピラよりウェーブの方がよいと言ったところから、現 自由が丘ヒルズアヴェニュー（株）が、その波形の形状のソールをウェーブソールと名付けた。ウェーブソールは自由が丘ヒルズアヴェニューの商標である。

## 歴史
ウェーブソールのルーツを探ると、日本に最初に登場したのは1999年に、（株）アドニスの当時のデザイナーと当時の代表取締役である松井保樹がドイツのケルンの靴店の店員が履いていたものを見て、底の形状に感激して探し、同じ系列のデュッセルドルフ店の片隅に一足だけあるものを購入して日本に持ち帰り底屋さんに依頼してEVAスポンジで作ったのが最初だった。
しかし、波形の形状が安定せず、焼き方によって底が割れることがわかり、2005年に自由が丘ヒルズアヴェニューが日本で初めてポリウレタンの型を作りポリウレタン製の安定した型で作ったことが始まりだった。 今ではEVA材質よりもポリウレタン製のシェアの方が多くなっている。
それから、新しくウェーブソールをよりエレガントにするのに2006年にウェーブソールを横から見たら1円玉の波形で、カカトヒール部分は女性のヒップラインをイメージしてデザインし、それらがショップチャンネルで脚光を浴びるようになった。
中国や韓国で、これらを模倣したソールデザインで硬いソールでも販売されているが、ソールの材質の違いなどがあり、全く違うものとなっている。